# Brieföffner

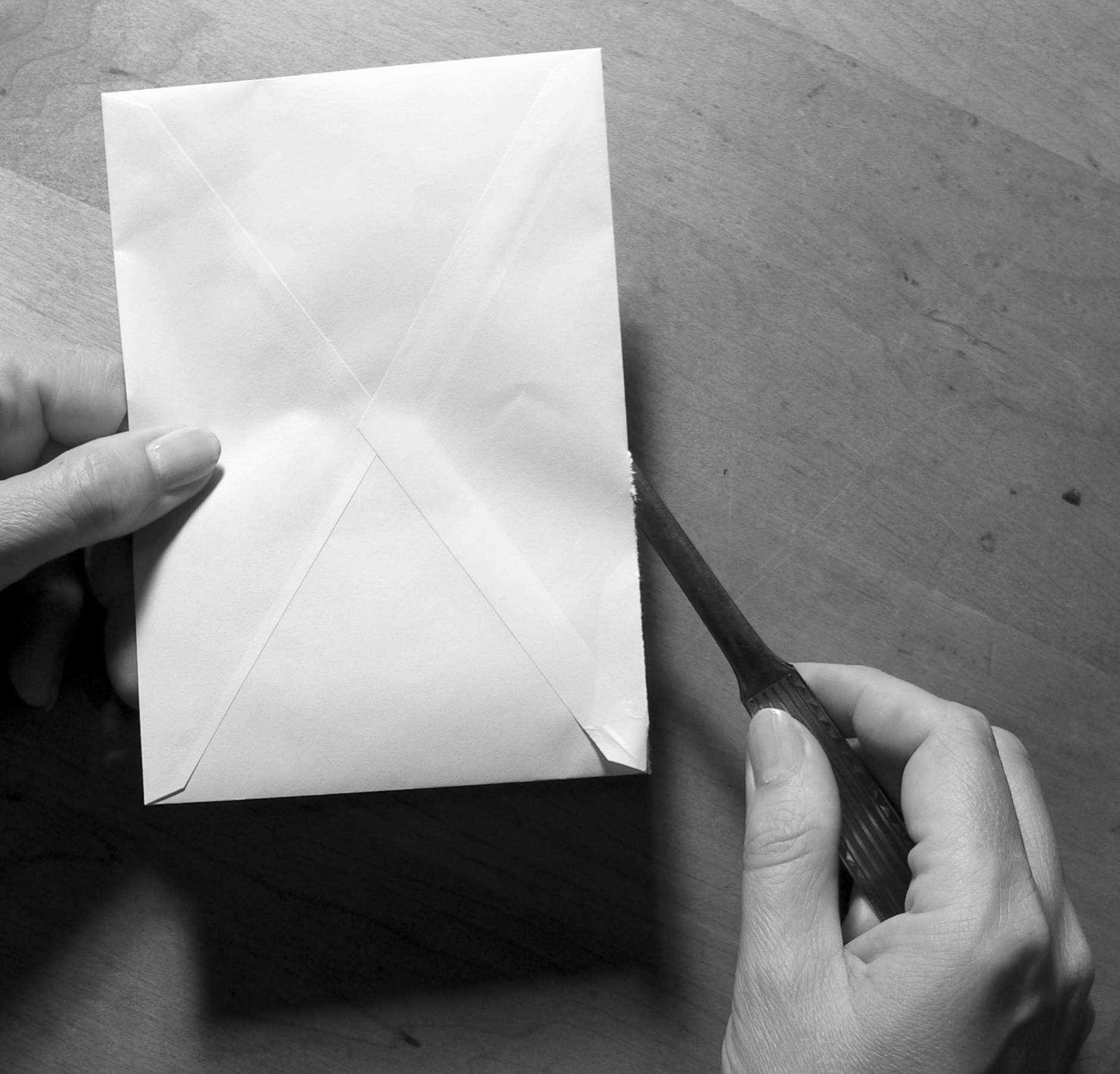
Öffnen eines Briefes mit einem Brieföffner

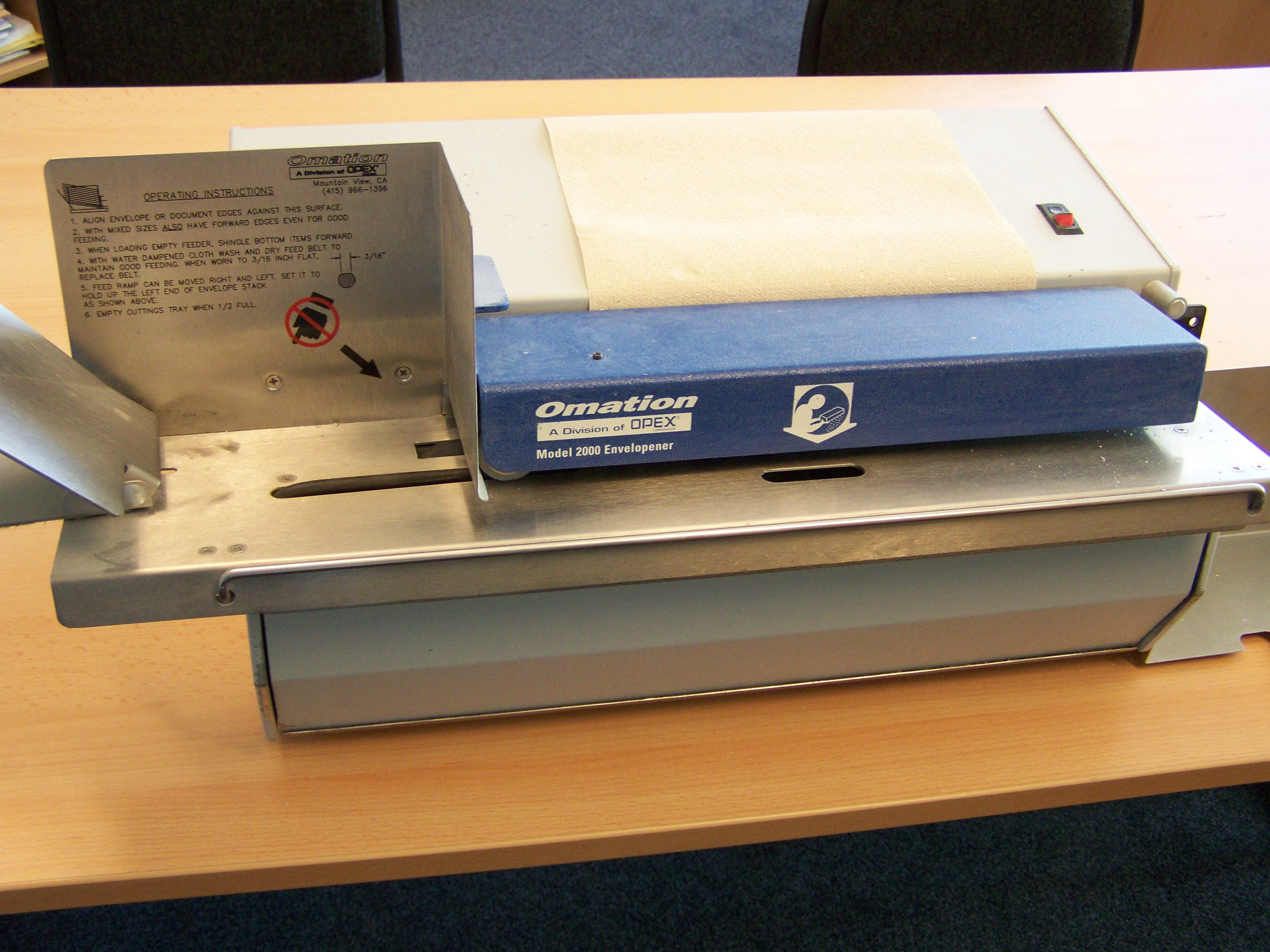
Elektrischer Brieföffner

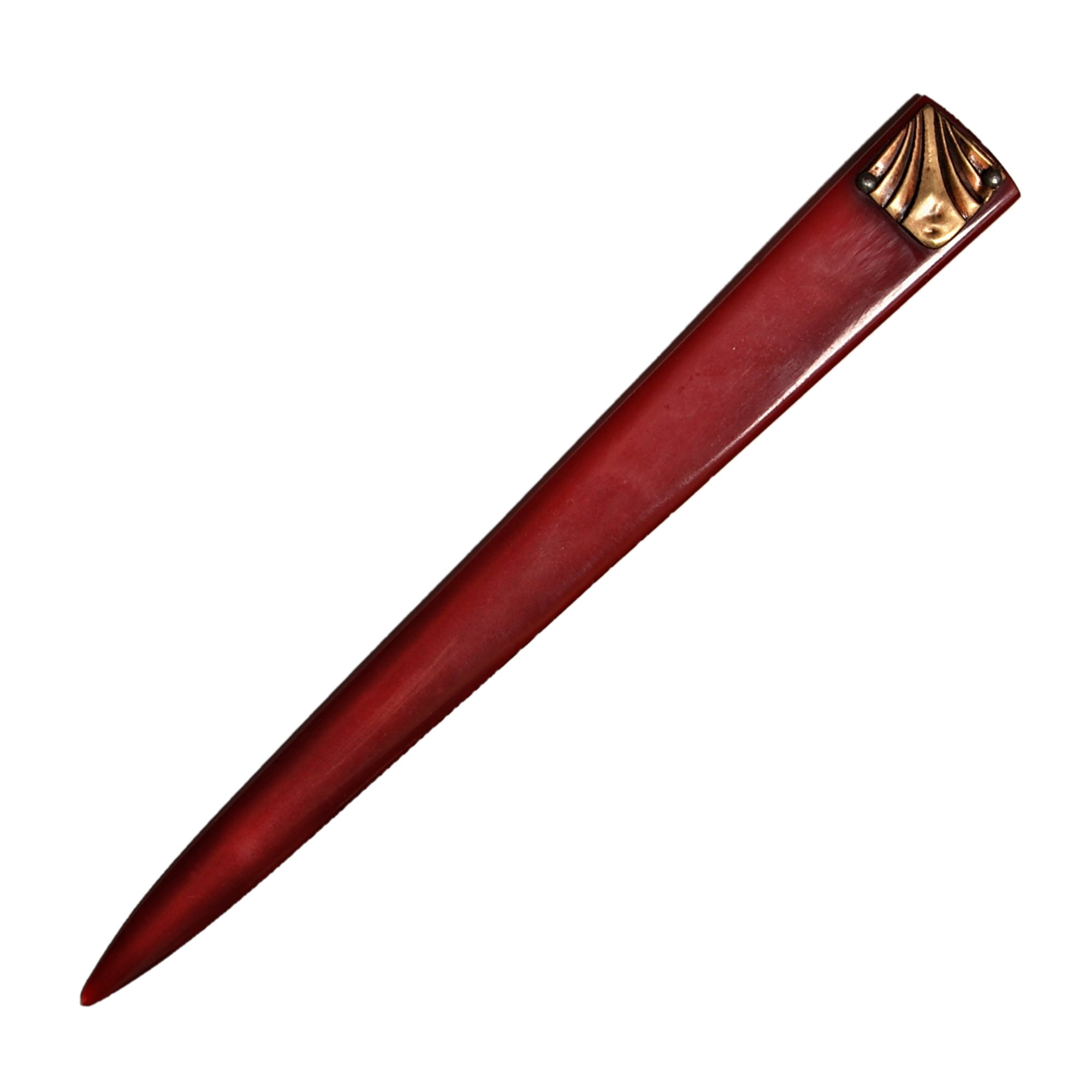
Historischer Brieföffner aus Bakelit

Ein Brieföffner ist ein aus Griff und stumpfer Klinge bestehendes messerähnliches Gerät zum glatten Öffnen (Aufschlitzen oder – früher – Siegelablösen) von anderen wertvollen Werkstoffen. Klinge und Griff werden in der Regel auch aus unterschiedlichen Werkstoffen gefertigt.
In der Regel lassen sich Briefe auch ohne Werkzeug öffnen. Mit einem Brieföffner gelingt das Öffnen jedoch meist so, dass der Briefumschlag nur minimal und der Briefinhalt gar nicht beschädigt wird.

## Elektrische Brieföffner

Elektrischer Brieföffner Premier 1624 von Martin Yale Industries

Es gibt elektrisch betriebene Geräte, die Briefe automatisch öffnen. Die Briefe werden entweder mit einer Schneide oder einer Fräse geöffnet, wobei es beim Schneiden die beiden Möglichkeiten gibt, dass der Brief entweder geschlitzt oder geschnitten wird. Beim Schneiden wird die obere Kante komplett abgeschnitten, beim Schlitzen wird nur die halbe Papierstärke „angeschlitzt“. Während die Schneide den Vorteil hat, dass auch dickere Umschläge geöffnet werden können, besteht der Nachteil, dass die Schneide des Brieföffners den Inhalt beschädigen kann. Elektrische Brieföffner, die die Umschläge auffräsen, schonen die Inhalte.

## Dampfbrieföffner

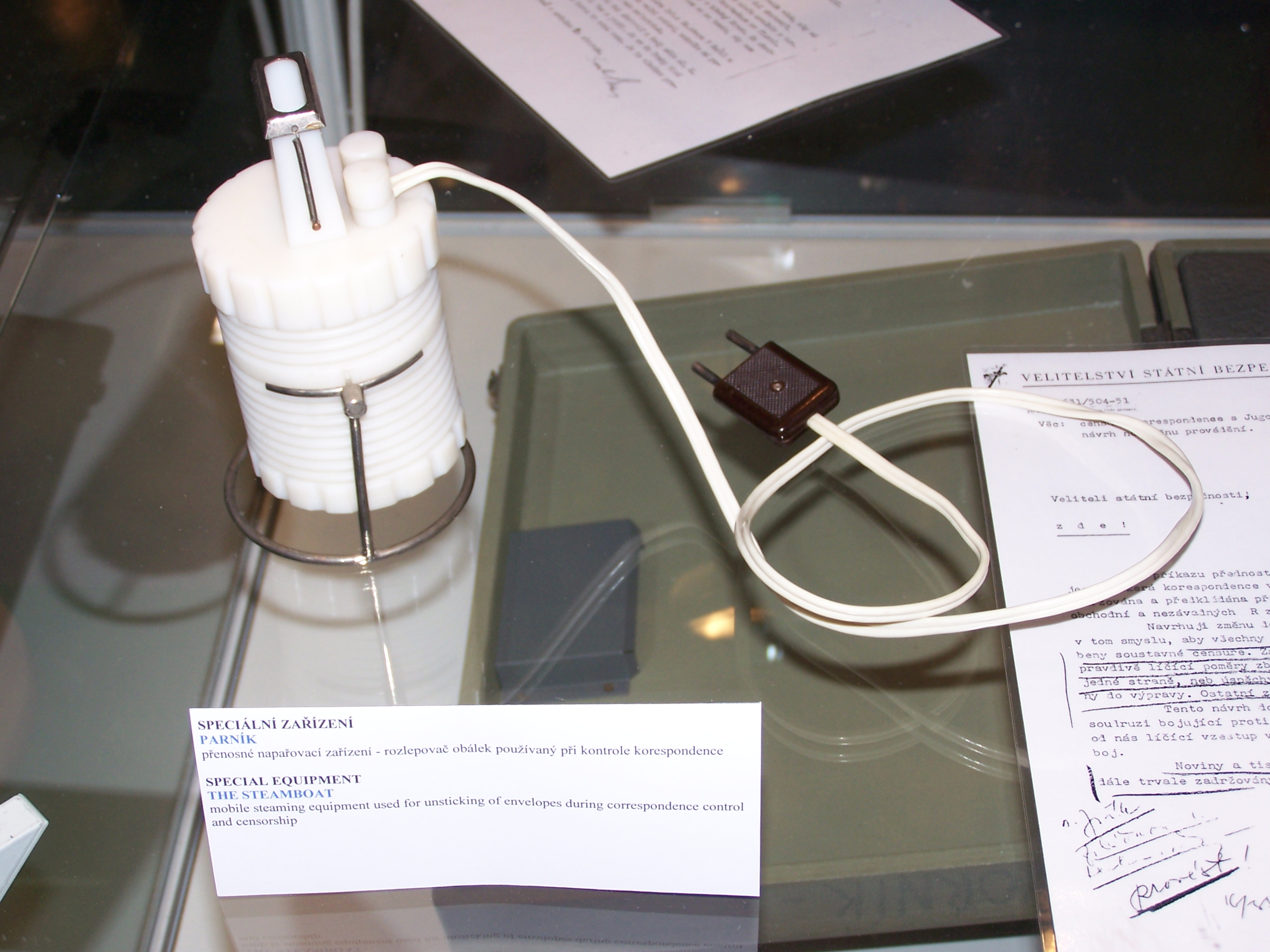
Dampfbrieföffner des einstigen tschechoslowakischen Geheimdienstes

Geheimdienste verwenden oft Brieföffner, die mit Hilfe von Wasserdampf die Klebefalzen eines Briefumschlags auflösen und dadurch ein vom Empfänger unbemerktes Öffnen des Briefes ermöglichen.

## Brieföffner als Waffe
Handelsübliche Brieföffner können auch als Stichwaffen verwendet werden. Im Deutschen Waffengesetz ist diese Einordnung als Waffenfähigkeit erläutert. So ist die Mitnahme von Brieföffnern bei Sicherheitskontrollen (z. B. in Flughäfen) nicht erlaubt. Auch Brieföffner aus Kunststoffen oder Naturmaterialien (Elfenbein, Knochen usw.) können je nach Bauart als Waffe eingestuft werden. Die Klingen haben je nach Bauart die Eigenschaften (Klingenform, Klingenmaterial, Schneide und/oder Spitze (Ort) einer Stichwaffe oder eines Messers.
Berühmt ist auch der Suizid mit einem Brieföffner. So tötete sich z. B. Robert Stewart 1822.
Patrick Henry hielt am 23. März 1775 vor der Virginia Convention eine berühmt gewordene Rede, beendete sie mit den Schlussworten „give me Liberty, or give me Death!“ und tat anschließend so, als würde er mit einem Brieföffner Suizid begehen.